# Понти-Алта
Понти-Алта (порт. Ponte Alta)  —  муниципалитет в Бразилии, входит в штат Санта-Катарина. Составная часть мезорегиона Серрана. Входит в экономико-статистический  микрорегион Куритибанус. Население составляет 5475 человек на 2006 год. Занимает площадь 566,754 км². Плотность населения — 9,7 чел./км².

## История
Город основан 20 сентября 1964 года.

## Статистика
- Валовой внутренний продукт на 2003 составляет 57.458.899,00 реалов (данные: Бразильский институт географии и статистики).
- Валовой внутренний продукт на душу населения на 2003 составляет 10.772,20 реалов (данные: Бразильский институт географии и статистики).
- Индекс развития человеческого потенциала на 2000 составляет 0,727 (данные: Программа развития ООН).